# Schoenus discifer
Schoenus discifer là loài thực vật có hoa trong họ Cói. Loài này được Tate miêu tả khoa học đầu tiên năm 1889.